# Premier League (Mauritius)
Die Premier League ist die höchste Spielklasse des nationalen Fußballverbands von Mauritius und wurde 1935 gegründet. Rekordmeister sind Fire Brigade SC und der FC Dodo mit jeweils 13 Titeln.

## Saison 2024/25
In der Saison 2024/25 nahmen die folgenden zehn Mannschaften am Spielbetrieb teil.
- Cercle de Joachim SC
- GRSE Wanderers SC
- Pamplemousses SC
- AS Port-Louis 2000
- Chebel Citizens SC
- AS Vacoas-Phoenix
- Petite Rivière Noire FC
- Pointe-aux-Sables Mates SC
- Entente Boulet Rouge SC
- La Cure Waves SC

## Alle Meister
- 1935: Curepipe SC
- 1936: Garrison
- 1937: Garrison
- 1938: FC Dodo (Curepipe)
- 1939: FC Dodo (Curepipe)
- 1940: keine Meisterschaft
- 1941: keine Meisterschaft
- 1942: Fire Brigade SC (Beau Bassin-Rose Hill)
- 1943: keine Meisterschaft
- 1944: FC Dodo (Curepipe)
- 1945: FC Dodo (Curepipe)
- 1946: FC Dodo (Curepipe)
- 1947: Collège St. Esprit
- 1948: FC Dodo (Curepipe)
- 1949: Faucon Flacq
- 1950: Fire Brigade SC (Beau Bassin-Rose Hill)
- 1951: FC Dodo (Curepipe)
- 1952: keine Meisterschaft
- 1953: FC Dodo (Curepipe)
- 1954: Faucon Flacq
- 1955: Faucon Flacq
- 1956: no championship
- 1957: FC Dodo (Curepipe) & Faucon Flacq (double)
- 1958: Faucon Flacq
- 1959: FC Dodo (Curepipe)
- 1960: keine Meisterschaft
- 1961: Fire Brigade SC (Beau Bassin-Rose Hill)
- 1962: Police Club (Port Louis)
- 1963: Racing Club (Quatre Bornes)
- 1964: FC Dodo (Curepipe)
- 1965: Police Club (Port Louis)
- 1966: FC Dodo (Curepipe)
- 1967: Police Club (Port Louis)
- 1968: FC Dodo (Curepipe)
- 1969: keine Meisterschaft
- 1970: keine Meisterschaft
- 1971: Police Club (Port Louis)
- 1972: Police Club (Port Louis)
- 1973: Fire Brigade SC (Beau Bassin-Rose Hill)
- 1974: Fire Brigade SC (Beau Bassin-Rose Hill)
- 1975: Hindu Cadets (Quatre Bornes)
- 1976: Muslim Scouts Club (Port Louis)
- 1976/77: Hindu Cadets (Quatre Bornes)
- 1977/78: Racing Club (Quatre Bornes)
- 1978/79: Hindu Cadets (Quatre Bornes)
- 1979/80: Fire Brigade SC (Beau Bassin-Rose Hill)
- 1980/81: Police Club (Port Louis)
- 1981/82: Police Club (Port Louis)
- 1982/83: Fire Brigade SC (Beau Bassin-Rose Hill)
- 1983/84: Fire Brigade SC (Beau Bassin-Rose Hill)
- 1984/85: Fire Brigade SC (Beau Bassin-Rose Hill)
- 1985/86: Cadets Club (Quatre Bornes)
- 1986/87: Sunrise (Flacq)
- 1987/88: Fire Brigade SC (Beau Bassin-Rose Hill)
- 1988/89: Sunrise (Flacq)
- 1989/90: Sunrise (Flacq)
- 1990/91: Sunrise (Flacq)
- 1991/92: Sunrise (Flacq)
- 1992/93: Fire Brigade SC (Beau Bassin-Rose Hill)
- 1993/94: Fire Brigade SC (Beau Bassin-Rose Hill)
- 1994/95: Sunrise (Flacq)
- 1995/96: Sunrise (Flacq)
- 1996/97: Sunrise (Flacq)
- 1997/98: Muslim Scouts Club (Port Louis)
- 1998/99: Fire Brigade SC (Beau Bassin-Rose Hill)
- 2000: keine Meisterschaft
- 2000/01: Olympique de Moka
- 2002: AS Port-Louis 2000
- 2003: AS Port-Louis 2000
- 2003/04: AS Port-Louis 2000
- 2004/05: AS Port-Louis 2000
- 2005/06: Pamplemousses SC
- 2006/07: Curepipe Starlight SC
- 2007/08: Curepipe Starlight SC
- 2008/09: Curepipe Starlight SC
- 2010: Pamplemousses SC
- 2011: AS Port-Louis 2000
- 2011/12: Pamplemousses SC
- 2012/13: Curepipe Starlight SC
- 2013/14: Cercle de Joachim SC
- 2014/15: Cercle de Joachim SC
- 2015/16: AS Port-Louis 2000
- 2016/17: Pamplemousses SC
- 2017/18: Pamplemousses SC
- 2018/19: Pamplemousses SC
- 2019/20: Meisterschaft abgebrochen
- 2020/21: Meisterschaft abgebrochen
- 2021/22: keine Meisterschaft
- 2022/23: GRSE Wanderers SC
- 2024: Cercle de Joachim SC
- 2024/25: Cercle de Joachim SC